# Mwape Miti
Mwape Miti (født 24. maj 1973) er en tidligere zambisk fodboldspiller, der spillede i angrebet. Han scorede 109 mål i 246 kampe, da han spillede for OB i perioden 1997-2006. Før det spillede han i Power Dynamos Kitwe i Zambia. Han blev delt topscorer i Superligaen i 2003/04 med 19 mål. Han indstillede karrieren i 2006.
Han har spillet 33 kampe for Zambia og var med ved African Nations Cup i 1996 og 2000.